# Fordelingstallet
Fordelingstallet er et der bruges til udvælgelse kandidater ved et valg for de politiske partier, der anvender partiliste som opstillingsform af sine kandidater. Tallet fremkommer ved, at partiets samlede stemmetal (i storkredsen ved folketingsvalg, i kommunen/regionen ved kommunal- og regionsrådsvalg og hele landet ved Europa-Parlamentsvalg), divideres med et tal, der er én større end det antal mandater, som partiet får i henholdsvis storkredsen, regionen, eller hele landet. Det fremkomne tal forhøjes til nærmeste hele tal, er tallet et helt tal, da til næste hele tal, der herefter er partiets fordelingstal.